# Isabella Rice
Isabella Kai Rice, född 13 september 2006 i Los Angeles i Kalifornien, är en amerikansk skådespelerska. Hennes mest kända insatser är i rollen som Alison DiLaurentis (den yngre versionen) i Pretty Little Liars, och Sarah Compton (dotter till karaktären Bill Compton) i True Blood. Hon har också spelat rollen som den unga versionen av Jerrica Benton i musikalfantasyfilmen Jem and the Holograms, samt även rollen som Lily, i dramathrillern Unforgettable.

## Filmografi (i urval)

### Filmer
- 2015 – Jem and the Holograms
- 2017 – Unforgettable
- 2019 – Our Friend

### TV-serier
- 2013 – Glee (TV-serie)
- 2014 – 2 1/2 män (TV-serie)
- 2014 – True Blood (TV-serie)
- 2014–2015 – Pretty Little Liars (TV-serie)
- 2016 – Dr. Ken (TV-serie)
- 2016 – Castle (TV-serie)
- 2019 – Sydney & Max (TV-serie)